# すかんぴんウォーク
『すかんぴんウォーク』は1984年2月11日に公開された日本映画。吉川晃司の芸能界デビュー作であり、アイドル映画である。吉川晃司×大森一樹監督による「民川裕司3部作」の第1作で、その後『ユー・ガッタ・チャンス』（1985年）『テイク・イット・イージー』（1986年）と吉川を主人公に続編が作られた。
主人公の裕司が吉川と同じく広島出身であるなど、吉川の経歴に合わせ、吉川自身のサクセスストーリーとリンクさせながら3部作は成長し、第1部にあたる本作は、広島から海を渡って来た少年が六本木の裏町あたりで苦労を重ねた後、スターへの第一歩を踏み出すという物語となっている。冒頭の水泳シーンでは、水球のオリンピック候補選手だった吉川がその実力を披露。吉川は主題歌「モニカ」で同時に歌手デビューも果たした。

## あらすじ
民川裕司（演劇）、貝塚吉夫（シンガー）、野沢亜美（アイドル）の3人が夢に挫折しながらも、それぞれの成功をつかんで行く姿を、彼らを取り巻く大人達の姿と対比しながら描く辛口のサクセスストーリー。シンガーに挫折して仲間の過去を売り物に毒舌スターとなっていく貝塚吉夫役の山田辰夫も強烈な印象を残しており彼の代表作の1つでもある。

## キャスト
- 民川裕司（18） - 吉川晃司
- 貝塚吉夫（28・バーテン） - 山田辰夫
- 野沢亜美（22・モデル） - 鹿取容子
- 深水敬造（51・安ホテルの主人） - 田中邦衛
- 白木隆介（40・喫茶店のマスター） - 蟹江敬三
- 河野誠（30・大工・元テレビ映画の監督） - 平田満
- 矢作努（43・サラ金のとりたて業） - 原田芳雄
- 民川年和（55・裕司の父） - 神山繁
- 柴田勝男（34・二流プロダクション部長） - 大門正明
- 遠藤五郎（43・レコード会社重役） - 工藤堅太郎
- 桑畑一郎（38・サラリーマン） - 西田健
- 木村花江（36・亜美のマンションの管理人） - 白川和子
- 芝淑江（30・喫茶店のレジ） - 高瀬春奈
- 河野こずえ（39・河野の妻） - 赤座美代子
- 労務者（42） - 小松政夫
- 榎木健三（42）・映画プロデューサー） - 上田耕一
- 原井和則（27・裕司のマネージャー） - 深見博
- 桧垣みどり（33・亜美のマネージャー） - 森みどり
- レコード会社幹部 - 鶴田忍
- バンドマン - ROGUE
- 女性バーテン（23） - 室井滋
- 芸能記者 - 重松収
- 寺坂一志（37・ラジオ局ディレクター） - 福井友信
- レポーター1 - 関川慎二
- レポーター2 - 実吉角盛
- レポーター3 - 南英二
- 労務者 - 飯島大介
- 労務者 - 飯田浩幾
- 亜美に似た子 - 松山薫
- 女子高生1 - 橘明美
- 女子高生2 - 藤田千英子
- 女子高生3 - 石井きよみ
- 文具店員 - 西沢正代
- 白バイのおじさん - 中沢青六
- 関川達也（50・ヨットハーバー管理人） - 宍戸錠

## スタッフ
- 企画 - 渡辺晋
- 監督 - 大森一樹
- 脚本 - 丸山昇一
- 撮影 - 水野尾信正
- 音楽 - 宮川泰
- 美術 - 金田克美
- 編集 - 井上治
- 照明 - 三荻国明
- 録音 - 伊藤晴康
- スクリプター - 中尾孝
- 助監督 - 山崎伸介、村橋明郎、後藤大輔
- スチール - 中尾孝
- 俳優担当 - 笹岡幸三郎
- 製作担当 - 栗原啓祐
- 音響効果 - 東洋音響
- MA - にっかつスタジオセンター
- 現像 - 東洋現像所
- プロデューサー - 佐々木啓、八巻晶彦

## 音楽
すかんぴんウォークの音楽は｢宇宙戦艦ヤマト｣で知られる宮川泰。サウンドトラック・アルバムは上映当時から発売されていない。

### 挿入歌
- モニカ

作詞 - 三浦徳子 / 作曲 - NOBODY / 編曲 - 大村雅朗
劇中では民川裕司のデビュー曲「Thanks」として唄われる。
- 真夜中のストレンジャー

作詞 - 松尾由紀夫 / 作曲 - 佐藤健 / 編曲 - 大村雅朗
モニカのカップリングナンバー「真夜中のストレンジャー」がエンディングテーマである。この曲が流れたあと、裕司が客席に向かって頭を下げるところで映画は幕を閉じる。

## 製作

### 企画
渡辺プロダクションの渡辺晋社長が、新人タレント・吉川晃司を売り出すために企画。吉川を映画で売り出そうとした映画の時代に育った渡辺のアイデアを若いスタッフはせせら笑ったが、渡辺が押し切った。渡辺は吉川を売り出すのに、小粒でピリッとしたATGタイプの青春映画にしたいと構想し、ATG社長・佐々木史朗に相談し、製作がスタート。大森一樹に「吉川晃司を主演にしたスター誕生映画を」と発注があった。大森はこれまで自分の作りたい映画を映画会社に売り込んでいたが、今回が初めて製作者から指名を受けての注文映画となる。大森は「相米慎二さんや根岸吉太郎さん、森田芳光さん、井筒和幸さんの成功で、若手にいくらか信用ができたんじゃないかと思う。まあアイドル映画なら大丈夫だろう、みたいな」などと述べている。しかし渡辺が「吉川の主題歌も流したいと言っている」と聞いた大森監督は「それではどうしたってATGにならないから、娯楽映画の王道でやりたい」と申し入れ、大森案が概ね了承された。

### タイトル
啖呵を切った大森は、吉川の履歴を聞いてホン作りを始め、とにかく運動が出来る、それなら泳ぎのシーンや走りのシーンを入れようと発想し、有名な冒頭のシーンが最初に出来た。そこから『泳いできた真珠』などの題名を候補として出し、大森の命名による『星くずにラブソング』という題名でクランクインしたが、佐々木プロデューサーが、自腹で賞金を出して、いろんな人に呼びかけ、あるCMプランナーが書いてきた『すかんぴんウォーク』に改題した。すかんぴんとは素寒貧と書き、何も無い貧乏な様、状態を言う。大森は「すかんぴん」という言葉は関西では"頭が〇ー"というイメージがあるから気に入らないと抵抗したがダメだった。製作として渡辺プロダクションと名を連ねるシネマハウトは、ATGの製作部門で、金を出すのはナベプロとATGで製作費1億円。ニューセンチュリープロデューサーズの役割は分からないが、本作はナベプロとATGの共同製作で、配給が東宝となる。当時としては『家族ゲーム』と『遠雷』を手掛けたATGの佐々木とニューセンチュリープロデューサーズの岡田裕がプロデュースするという新興勢力による映画と位置付けられた。

### 製作会見
製作発表会見は1983年9月21日に、渋谷のライブハウス「LIVE INN」で行われたが、何の説明もなく先に吉川がバックバンドを従えて、歌を1時間半も披露した後、会見となったため、吉川を知らないマスメディアから「時間はとうに過ぎているのに会見が始まらない」と不平を言う者も出る異色の会見となった。業界ではナベプロから凄い新人が出ると噂が先行していたため、吉川を紹介された女性ジャーナリストからは、それまでの男性アイドルの美少年タイプとはまるで正反対のイモっぽく、産地直送のスポーツ少年のお披露目にキツネにつままれた気分で「ヘエ～この子がそうなんだ」と肩透かしを喰わされた。最初からいいと言った女性ジャーナリストは吉見佑子ぐらいで、「体は大きく引き締まっているけど、大した美男でもなし、歌もとびきり上手いとは思えない。このコが本当にスターになるのかしら。それに、今時映画で売り出そういうのも珍しい」などとボロクソ貶す者もいた。会見で大森は「スター待望の時代でもありますので、吉川クンを主演に、面白くてクオリティが高く、ちょっぴり切ないスター誕生映画を作ろうと、現場はもうノリノリで、自信満々で製作を進めています」と話した。大森はこの年春、医者の国家試験にも合格した変わり者だが、「医者はやる気はない。妻子を養いつつひたすら監督業に励む」と決意を話した。

### 脚本
大森監督と脚本の丸山昇一とで話が練られ、二人とも『フラッシュダンス』や『ロッキー』『真夜中のカーボーイ』『レニー・ブルース』などのアメリカ映画が好きなことから、脇の俳優のディテールを強調して、主人公の周りの人の生き方を感じさせるような映画にしようと考えた。吉川のプロフィールを基に、有名な東京湾を吉川が泳いで上京という掴みは最初に出来た。最終的に芝居をやろうと広島から家出してきた裕司が、ポップシンガーに憧れる貝塚吉夫（山田辰夫）と出会い、都会の片隅で自分の情熱だけを頼りに生活を始めるが、共にその夢に破れる。しかしふとした切っ掛けで裕司はロックシンガーとして、吉夫は毒舌タレントとして売り出していく、というプロットが決定した。前半部は『真夜中のカーボーイ』、後半は『レニー・ブルース』風な話になった。山田辰夫のキャラクターはほぼレニー・ブルース。丸山昇一は「このホンの前半には17歳の頃にぼくが体験したことが大分入っています」などと話している。シナリオと実際の映像で変更になっているセリフも多い。例えば吉夫に裕司が「役者になりたいわけ? それとも作るほう?」と聞かれて、シナリオでは「本物の芝居を見て決めようと思っている」となっているが、実際の映像は「つかこうへいから俳優座まで見て決めようと思ってます」に変更になっている。
本作のシナリオは『月刊シナリオ』1984年3月号に収録され、佐々木史朗と大森の対談や丸山のシナリオノート等も収録されており資料性が高い。

### キャスティング
脇を頼んだ俳優のうち、シナリオでのページ数が少ないと何人かに断られたが、ナベプロ製作という印籠もあり、脇役には大森の希望する個性的な大物俳優のキャスティングに成功した。山田辰夫の抜擢は勿論、『狂い咲きサンダーロード』を観た大森監督からオファーされた『オン・ザ・ロード』に続いてのもの。

### 撮影・美術等
撮影は1983年9月の約1ヵ月、映画同様、冒頭の東京湾に吉川が泳いで広島からが上京するシーンからクランクイン。中国地方の広島と中華人民共和国をかけたゼンジー北京ばりのギャグが披露された後、東京都内へ移動。スタジオ撮影は日活撮影所。大森は撮影所で映画を撮るのは本作が初めて。スタッフは旧日活勢で固められた。また大森が東京を撮るのも初めてで、スタッフが呆れるくらい色々な東京を撮った。大森は「吉川クンが主役の映画だけど、ぼくにしてみれば東京が主役」と話した。ラストはパート2が撮りやすい形に変更した。
劇中で裕司が着ているスーツはDOMONである。
平田満演じる河野の部屋に貼られていたポスターは河野が劇中で師と仰ぐジャン＝ピエール・メルヴィルの『サムライ』である。
宍戸錠のセリフは、続編を通して『ユー・ガッタ・チャンス』における「ユー・ガッタ・チャンス」のみ。宍戸錠のヨットの名前が劇中「MONICA」になっている。
津田寛治は本作を観た後、俳優になるため、福井から上京したと語っている。

### 音楽関係
裕司と吉夫が公園で宴会をするときに流れていたのは、ドナ・サマーの「情熱物語 (She works hard for the Money)」。吉夫がオーディション番組「BIGスター誕生」で唄うのは、沢田研二の「危険なふたり」。劇中に出てくる民川裕司&ザ・カウンターズのバンドメンバーは売れる前のROGUEが演じている。その民川裕司&ザ・カウンターズが遊園地で歌うのはROGUEの「CRAZY LADY」。裕司が代役で歌う「スターダストの闇夜に～」から始まる曲は、題名も作曲者も現在不明で音源も無いので、もし知っている人は教えてほしいと、吉川自身がラジオ番組リスナーの質問に答えて説明した（吉川晃司VOICES、2017年11月26日）。

### ロケ地
東京湾、後楽園サウナ、山田辰夫が借金の取り立てに行くシーンは渡辺プロダクションのオフィスを使って撮影された。裕司が役者志望で上京してきたことから劇場のシーンも多い。裕司が最初に芝居を見に行くのが六本木の俳優座劇場、亜美にデートに誘われて行くのが新宿の紀伊国屋ホールである。ちなみに紀伊国屋ホールで上映されていたのはテアトロ海の『六人の暗殺者』であった。裕司と吉夫が出会った頃に成功を誓い合い最後に別れた公園は、シナリオでは「星待公園」という。前半の舞台となる喫茶店「パンの木」の当時のロケ地は東京都港区六本木3-15ザ・バーガーイン。

## 宣伝
惹句は「生きるなら-より劇的《ドラマチック》に!!」。

## 作品の評価

### 興行成績
『映画年鑑』には不振と書かれている。大森監督は吉川たちと封切初日に劇場へ足を運んだが『うる星やつら』との併映で、お客はいっぱいだったが、誰も自分たちには気付かなかったと話している。
大森監督は前年、長谷川和彦、相米慎二らと若手監督9人による企画・制作会社「ディレクターズ・カンパニー」（ディレカン）を設立したが、大森が本作、井筒和幸が『みゆき』、根岸吉太郎が『探偵物語』を撮ったため、映画関係者は「ディレカンはみんなアイドル映画に走ってる」と揶揄された。大森もこの後、アイドル映画を撮る機会が増え、吉川からは「次、『ストレンジャー・ザン・パラダイス』や『ダウン・バイ・ロー』みたいなのはどうでしょうか?」とか、斉藤由貴からは「『ミツバチのささやき』みたいなのはどうでしょうか?」などと迫られたと話している。大森は「生き残っていくような人は意見も言う。吉川は二作目あたりから『そんなこと言ってたらどうなるんだ！』などと凄く意見を言い出してよく喧嘩した。三作目になると『じゃあスケジュールを取ってきたら僕の考えで撮れますよね。僕が社長に話してきます』などと言いだし、結局ケンカ別れした」などと話し、吉川と斉藤には思い入れがあり、いつか二人のコンビで青春映画を撮りたいという希望を持っていたが、それは叶わなかった。

## 同時上映
『うる星やつら2 ビューティフル・ドリーマー』
- 監督：押井守／原作：高橋留美子

## その後の上映実績
- お蔵出し映画祭2011のオープニング作品として広島県尾道市にて上映。

## ソフト化状況
- DVD化されておらず、中古VHSと中古LDでしか入手できない状態が続いていたが、2018年12月末までファンクラブ限定で特別受注生産による民川裕司3部作のDVD、Blu-rayの購入予約受付がされ、2019年2月に発送された。オークションなどで高額出品されている。